# American Scientist
American Scientist (nie mylić z Scientific American) – ilustrowany dwumiesięczny magazyn o nauce i technologii. Każdy numer zawiera cztery do pięciu artykułów pisanych przez naukowców i inżynierów, poruszających tematykę różnych dziedzin naukowych, m.in. archeologii, astronomii, zoologii czy akustyki. Edytorzy wzbogacają teksty fotografiami i przypisami, akcentując wyznaczone partie tekstu.
Magazyn zawiera m.in.:
- Scientists' Bookshelf - rubrykę poświęconą książkom z wydzielonymi poszczególnymi sekcjami, dotyczącymi informatyki, inżynierii, historii, innych dziedzin nauki, czy problemów kwestii publicznej.
- Science Observer - wgląd w pozakulisowe problemy naukowców, na co dzień ukrywane przed opinią publiczną, niepublikowane w raportach. Sekcja prowadzona jest we współpracy z karykaturzystami takimi jak Sidney Harris, Benita Epstein czy Mark Health.

American Scientist jest publikowany od roku 1913 przez Sigma Xi. Magazyn był wielokrotnie wyróżniany nagrodami za redakcję, szatę graficzną i wysokiej jakości zdjęcia i grafiki.